# The Andy Warhol Museum
The Andy Warhol Museum – the warhol: – in Pittsburgh, Pennsylvania, dem Geburtsort von Andy Warhol, beherbergt die größte Sammlung von Warhols Kunstwerken und Archivmaterial. Es ist das größte Museum Nordamerikas, das einem einzigen Künstler gewidmet ist. The Warhol ist eines der vier Carnegie Museums in Pittsburgh und ein Gemeinschaftsprojekt des Carnegie Institute, der Dia Art Foundation und der Andy Warhol Foundation for the Visual Arts, Inc (AWFVA).

## Geschichte

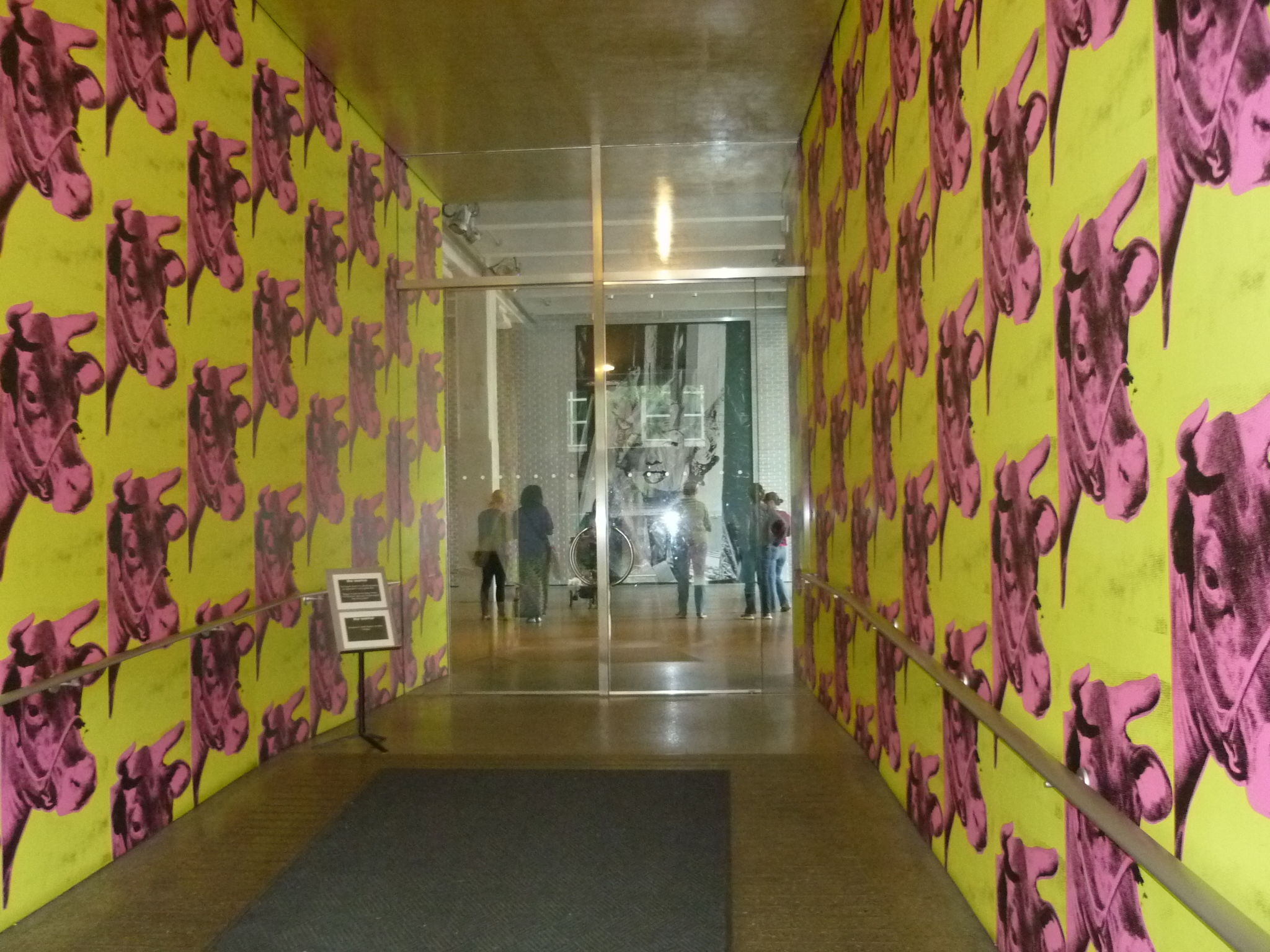

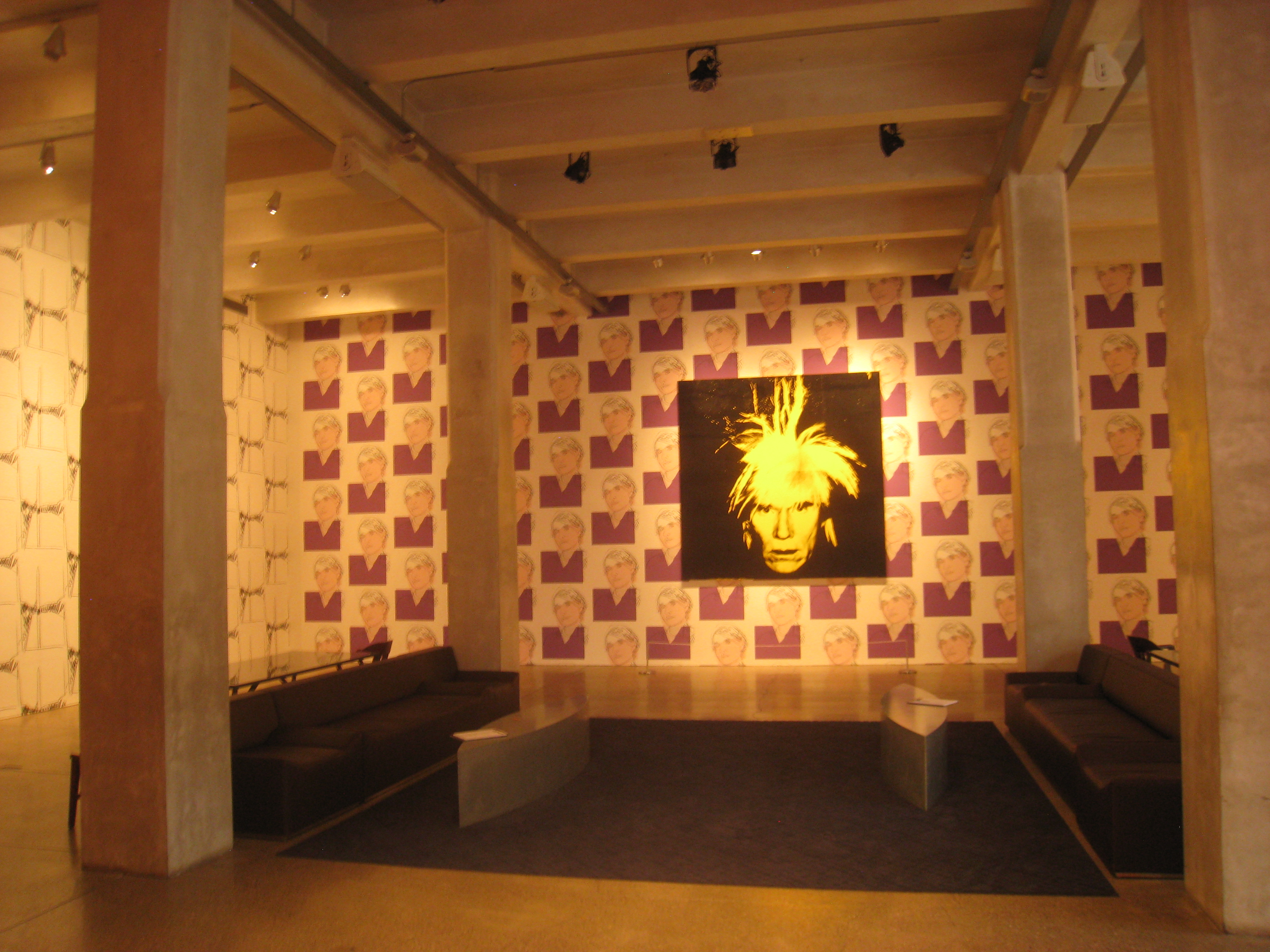

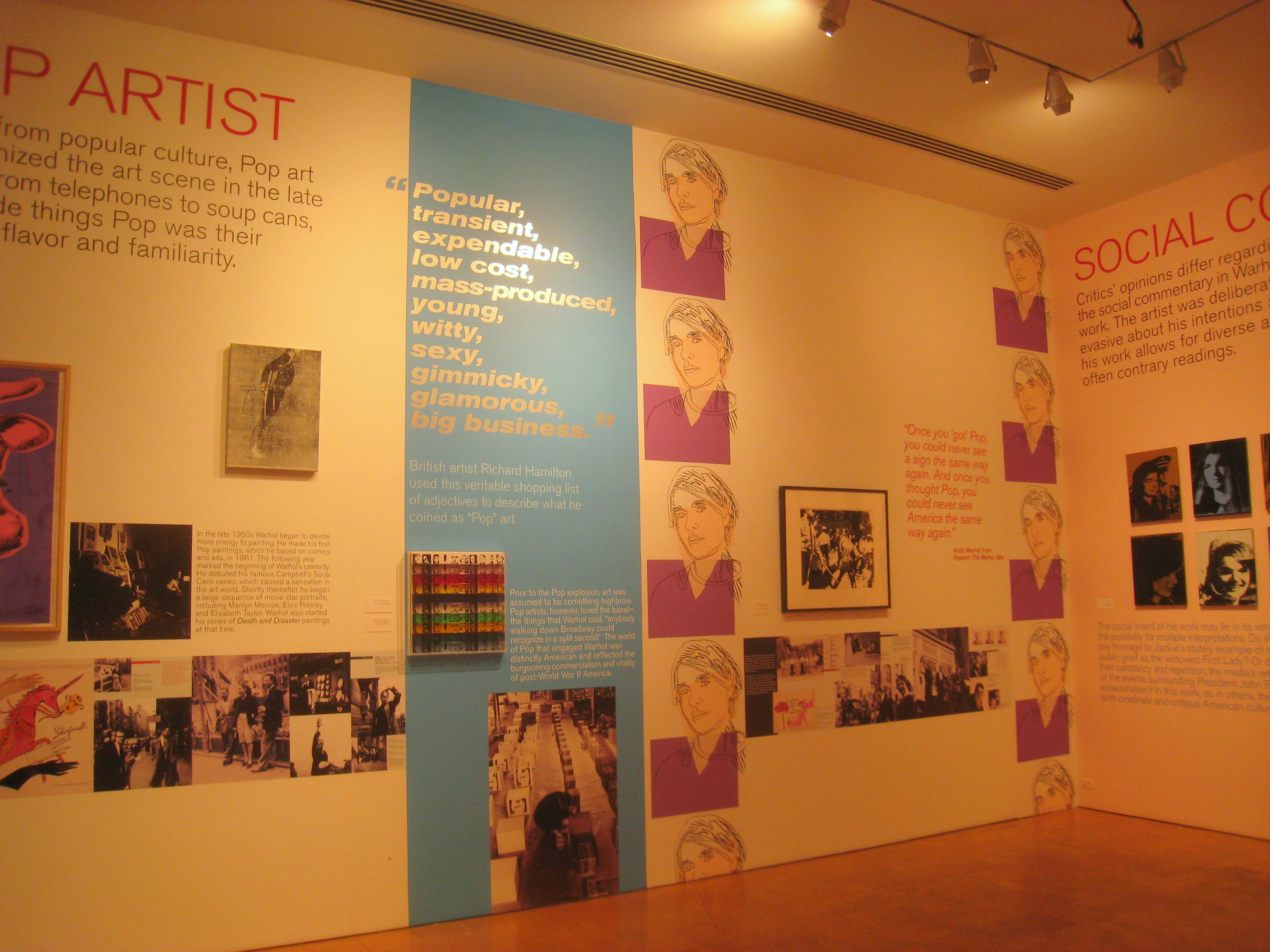

Die Pläne, The Andy Warhol Museum in Pittsburgh unterzubringen, wurden 1989 bekannt gegeben und das Museum wurde am 13. Mai 1994 mit einer 24-stündigen Feier eröffnet.
Ursprünglich 1911 als Vertriebszentrum für Produkte für Mühlen und Bergwerke erbaut, wurde The Andy Warhol Museum von dem Architekten Richard Gluckman umgebaut und umfasst sieben Stockwerke mit Galerien und Ausstellungsräumen sowie ein Untergeschoss, in dem das Bildungsstudio The Factory und Restaurierungswerkstätten untergebracht sind.
Zum Zeitpunkt der Ankündigung wurden dem neu angekündigten Museum von der AWFVA und der Dia Art Foundation Werke im Wert von schätzungsweise 80 Millionen Dollar geschenkt. Thomas N. Armstrong III, der von 1974 bis 1990 Direktor des Whitney Museum of American Art war, wurde 1993 zum ersten Direktor des Museums ernannt. Matt Wrbican kam noch vor der Eröffnung des Museums zu den Mitarbeitern und inventarisierte Warhols Besitz in New York; er wurde Archivar und Experte für Warhols Werk.
Bis 1993 hatten die Industriehalle und die umfangreichen Renovierungsarbeiten etwa 12 Millionen Dollar gekostet, und die AWFVA hatte mehr als 1000 Werke Warhols im Wert von über 55 Millionen Dollar gestiftet, eine Schenkung, die auf etwa 3000 Werke angewachsen war. Am Eröffnungswochenende, dem 13. und 14. Mai 1994, zählte das Museum rund 25.000 Besucher.
Am 1. November 1997 schenkte die AWFVA dem Museum alle Rechte an Warhols Filmen und Videos.
Im Oktober 2019 wurde bekannt, dass in den Archiven des Museums in Pittsburgh eine Audiokassette mit bisher unbekannter Musik von Lou Reed entdeckt wurde, die auf Warhols Buch „The Philosophy of Andy Warhol: From A to B and Back Again“ von 1975 basiert.
Im Jahr 2022 kündigte das Museum eine 60 Millionen Dollar teure Erweiterung namens „Pop District“ an, die sich über sechs Blocks in Pittsburgh, PA, erstrecken wird. Die Erweiterung sieht den Bau eines Musikzentrums, eines Studios für soziale Medien namens Warhol Creative und mehr Ausstellungsfläche für öffentliche Kunst vor.

## Die Sammlung
Das Museum befindet sich in einem 8200 m² großen Gebäude, das sich über sieben Stockwerke erstreckt. Das Museum umfasst 17 Galerien mit 900 Gemälden, fast 2000 Arbeiten auf Papier, mehr als 1000 veröffentlichten Unikaten, 77 Skulpturen, 4000 Fotografien und mehr als 4350 Filmen und Videos von Andy Warhol. Zusätzlich zu seinem Standort in Pittsburgh hat das Museum 56 Wanderausstellungen gesponsert, die seit 1996 fast neun Millionen Besucher an 153 Orten weltweit angezogen haben.
The Warhol besitzt die größte Sammlung von Warhols Kunstwerken und Archivmaterialien. Gemälde, Zeichnungen, Werbeillustrationen, Skulpturen, Drucke, Fotografien, Tapeten, Skizzenbücher und Bücher decken die gesamte Bandbreite von Warhols Karriere ab, von seinen frühen Studentenarbeiten bis hin zu Pop-Art-Gemälden und Kollaborationen.
Zu den ikonischen Werken zählen Pop-Art-Gemälde aus den 1960er Jahren, die Konsumgüter wie Campbell’s Soup Cans und Coke sowie Porträts von Stars wie Elizabeth Taylor, Jackie Kennedy, Marilyn Monroe und Elvis Presley zeigen. Des Weiteren sind Serien aus den 1960er Jahren wie „Death and Disaster“, „Mao“ und abstrakte Oxidationsbilder zu nennen. Werke aus den 1980er Jahren wie „The Last Supper“ sowie Gemälde aus der Zusammenarbeit mit jüngeren Künstlern wie Jean-Michel Basquiat und Francesco Clemente gehören ebenfalls zu den herausragenden Werken. Auch Zeichnungen von Warhols Mutter Julia Warhola sind Teil der Kunstsammlung.

Das Andy Warhol Museum beherbergt mehr als 400 Warhol-Filme, von den frühen minimalistischen Meisterwerken Sleep und Blow Job bis hin zum späteren epischen Werk The Chelsea Girls und den als Screen Tests bekannten Kurzporträts. Das Museum beherbergt auch die komplette Videosammlung von Andy Warhol – mehr als 2500 Videokassetten, darunter alle Episoden und Outtakes seiner Fernsehserien Fashion, Andy Warhol’s T.V. und Andy Warhol’s Fifteen Minutes, die Seifenopern Vivian’s Girls, Phoney und Fight sowie die umfangreiche Werkgruppe der Factory Diaries.
„If you want to know all about Andy Warhol, just look at the surface of my paintings and films and me, and there I am. There’s nothing behind it.“ (Wenn Sie alles über Andy Warhol wissen wollen, brauchen Sie sich nur die Oberfläche meiner Bilder und Filme und mich anzuschauen, und da bin ich. Dahinter gibt es nichts.) – Andy Warhol, The East Village Other, 1966
Das Archiv ist Teil von Warhols Lebenswerk und die größte Einzelsammlung von Ephemera, die die verschiedenen Welten dokumentieren, in denen Warhol tätig war. Die Sammlung umfasst rund eine halbe Million Objekte und erzählt neben der Kunstsammlung auch die Geschichte Warhols.

Die Archivsammlung umfasst Sammelalben, Zeitungsausschnitte, Kunstzubehör, Quellenmaterial, Ausstellungs- und Filmplakate, etwa 4.000 Tonbänder mit Gesprächen zwischen Warhol und seinen Mitarbeitern, Tausende von Dokumentarfotos, eine fast vollständige Ausgabe der Zeitschrift Interview, seine umfangreiche Bibliothek, Hunderte von dekorativen Kunstobjekten und viele persönliche Gegenstände wie Korrespondenz, Tagebücher, Kleidung, Perücken und Kosmetika.
„My conscience won’t let me throw anything out, even when I don’t want it for myself.“ (Mein Gewissen lässt es nicht zu, dass ich etwas wegwerfe, auch wenn ich es nicht für mich selbst will.) – Andy Warhol, The Philosophy of Andy Warhol (From A to B and Back Again), 1975
Warhols größtes serielles Kunstwerk, die Zeitkapseln, bilden das Herzstück der Sammlung des Archivs. Ab 1974 füllte Warhol 569 Pappkartons in Standardgröße, 40 Schubladen für Aktenschränke und einen großen Überseekoffer mit Material aus fast vierzig Jahren, von den 1950er Jahren bis zu seinem Tod 1987, versiegelte sie und brachte sie ins Depot. Warhol benutzte diese Kisten, um die verwirrende Menge an Material zu verwalten, die regelmäßig in seinem Leben auftauchte. Fotos, Zeitungen und Zeitschriften, Briefe von Fans, geschäftliche und persönliche Korrespondenz, Kunstwerke, Bildquellen, Bücher, Ausstellungskataloge und Telefonnachrichten, Einladungen zum Essen und Ankündigungen von Dichterlesungen sowie Ephemera wurden fast täglich in einer Kiste aufbewahrt, die direkt neben seinem Schreibtisch stand.